# American University in Dubai
Die American University in Dubai, AUD (deutsch: amerikanische Universität in Dubai) ist eine private Universität in der Stadt Dubai, Vereinigte Arabische Emirate. An ihr studieren 1.800 Studenten.
Die nach US-amerikanischen Vorbild 1995 gegründete Campus-Universität befindet sich im Stadtteil Jumeirah im Quartier zwischen der Dubai Media City und der Dubai Internet City.
Die AUD besteht aus einer Schule für Unternehmenswirtschaft, die den Abschluss MBA anbietet, einer Schule für Ingenieurwesen, einem Fachbereich für Informationstechnologie, einem Fachbereich für visuelle Kommunikation, einem Fachbereich für Innenarchitektur, einer Abteilung für die Sieben Freien Künste (Artes liberales) sowie einem Zentrum für englische Sprachkenntnisse.
Die Universität immatrikuliert sowohl internationale als auch einheimische Studenten. Wie in den VAE inzwischen üblich, ist auch hier die Mehrheit der Studierenden weiblich. Der Lehrkörper setzt sich zu einem großen Teil aus Dozenten und Professoren aus angelsächsischen Ländern sowie Indien zusammen, weil man den Bedarf mit einheimischem Nachwuchs noch nicht annähernd decken kann.